# Cuda Jezusa (miniserial)
Cud Jezusa – brazylijski miniserial  telewizyjny z 2014 roku, będący opartą na Biblii biografią Jezusa. 

## Główne role
- Flávio Rocha - Jezus
- Caio Junqueira - Szymon/Piotr
- Marcello Gonçalves - Andrzej
- Maurício Ribeiro - Tiago
- Rodrigo Vidigal - Jan
- Pierre Santos - Mateusz
- Pedro Coelho - Tomasz
- Diogo Cardoso - Judasz
- Valeria Alencar - Tamar
- Anita Amizo - Samara
- Janaina Avila - Adira
- Rayana Carvalho - Ada